# Lago Delio
Der Deliosee (ital. Lago Delio) ist ein See im Norden der Provinz Varese, Italien.

## Geographie
Der See liegt auf dem Gebiet der beiden Gemeinden Maccagno con Pino e Veddasca und Tronzano Lago Maggiore, hart an der Grenze zwischen Italien und der Schweiz.
Es handelt sich um einen natürlichen glazialen See, der allerdings von Menschenhand – durch den Bau von zwei Staumauern – stark vergrößert wurde. 
Für den motorisierten Verkehr ist er von Maccagno aus zugänglich; Wanderwege erschließen ihn auch von Tronzano Lago Maggiore und von Pino sulla Sponda del Lago Maggiore her.

## Geschichte
Ein erster Damm wurde 1911 errichtet. In den 1960er-Jahren wurden die zwei gegenwärtigen Staumauern gebaut, um das Wasser auf einem gesicherten Niveau zu halten. Heute dient der See als Quelle für das Wasserkraftwerk in Roncovalgrande.